# بوباكار تراوالي
بوباكار تراولي (بالإنجليزية: Bubacarr Trawally)‏ (10 نوفمبر 1994 في سيريكوندا في غامبيا – )؛ هو لاعب كرة قدم غامبي يلعب كمهاجم يلعب في نادي العروبة, لعب سابقاً في نادي عجمان ونادي الشباب السعودي.

## وصلات خارجية
- بوباكار تراوالي على موقع قاعدة بيانات كرة القدم.إي يو (الإنجليزية)
- بوباكار تراوالي على موقع ناشيونال فوتبول تيمز (الإنجليزية)
- بوباكار تراوالي على موقع Soccerbase.com (لاعب) (الإنجليزية)
- بوباكار تراوالي على موقع Soccerway.com (الإنجليزية)
- بوباكار تراوالي على موقع عالم كرة القدم.نت (الإنجليزية)

لم يتم العثور على روابط لمواقع التواصل الاجتماعي.